# Мерзликин, Андрей Викторович
Андре́й Ви́кторович Мерзли́кин (род. 8 ноября 1968, Липецк) — Герой Российской Федерации (1993), заместитель начальника 12-й пограничной заставы Московского пограничного отряда Группы российских пограничных войск в Республике Таджикистан.

## Биография и военная карьера
Родился 8 ноября 1968 года в городе Липецке, русский по национальности. Окончив среднюю школу № 17, поступил в Липецкий металлургический институт. В 1986 году призван на срочную воинскую службу в Пограничные войска КГБ СССР. Служил в Москве на отдельном контрольно-пропускном пункте в аэропорту «Шереметьево». Во время срочной службы в 1987 году поступил в Московское высшее военное пограничное командное ордена Октябрьской революции Краснознаменное училище КГБ СССР им. Моссовета, которое окончил в 1992 году. После окончания училища служил в Северо-Восточном пограничном округе на Дальнем Востоке, будучи начальником пограничной заставы «Иня» Магаданского пограничного отряда. В 1993 году переведён в Таджикистан на должность заместителя начальника 12-й заставы Московского погранотряда Группы российских пограничных войск в Таджикистане.

## Бой 13 июля 1993 года
13 июля 1993 года 14 групп боевиков общей численностью до 250 человек с афганской и таджикской территории одновременно напали на 12-ю заставу Московского погранотряда. 45 российских пограничников и 3 мотострелка приняли неравный бой. Лейтенант Мерзликин принял на себя командование оборонявшими заставу бойцами. В неравном бою погибло больше половины защитников заставы, положение усугубляла нехватка боеприпасов, поэтому Мерзликин принял решение прорываться к основным силам из окружения. Вырваться удалось 18 бойцам, все были или ранены, или контужены.
За мужество и героизм, проявленные при выполнении воинского долга, указом президента Российской Федерации № 1050 от 19 июля 1993 года лейтенанту Мерзликину Андрею Викторовичу было присвоено звание Героя Российской Федерации.

## Дальнейшая служба
В дальнейшем продолжал службу в пограничных войсках РФ. Позднее переведён на службу в органы ФСБ России.
В 2014 году присвоено воинское звание генерал-майор, заместитель начальника Управления по защите конституционного строя и борьбе с терроризмом 2-й службы ФСБ России (г. Пятигорск).
С 2020 года проходит службу в МЧС России. В 2021 году являлся советником Министра Российской Федерации по чрезвычайным ситуациям.
1 октября 2021 года указом Президента Российской Федерации Мерзликину А. В. присвоено воинское звание генерал-лейтенант.

## Награды
- Герой Российской Федерации (19 июля 1993 года, медаль № 16);
- орден «За заслуги перед Отечеством» IV степени с мечами;
- 2 ордена Мужества;
- орден «За военные заслуги»;
- медали, в том числе:
- медаль ордена «За заслуги перед Отечеством» II степени с мечами,
- медаль «235 лет городу Пятигорску»,
- другие медали.